# شهرستان لنین (بیشکک)
شهرستان لنین (به قرقیزی: Ленин району، لەنىن وودانى) یک شهرستان در قرقیزستان است که در بیشکک واقع شده‌است. شهرستان لنین ۱۹۸٬۰۱۹ نفر جمعیت دارد.